# Hoop Dreams
Hoop Dreams es un documental estadounidense de 1994 dirigido por Steve James. El filme documenta los 4 años de high school de dos estudiantes afroestadounidenses mientras persiguen su sueño de convertirse en jugadores profesionales de baloncesto.
Aunque originalmente fue planeado como un cortometraje de 30 minutos para el Public Broadcasting Service, los cineastas filmaron más de 250 horas, que al ser editadas se convirtieron en un documental de 171 minutos. La película fue estrenada en el Festival de Cine de Sundance de 1994, en donde ganó el Premio del Público en la categoría de documental. Después de su estreno, fue aclamada por la crítica y recaudó $11.8 millones a nivel mundial.

## Sinopsis
El documental narra la historia de William Gates y Arthur Agee, dos adolescentes afroestadounidenses que son reclutados por un cazatalentos para que jueguen baloncesto en la St. Joseph High School (Escuela Secundaria St. Joseph) en Westchester (Illinois), una escuela con estudiantes predominantemente blancos y con un programa reconocido de baloncesto, entre cuyos graduados está el jugador de la NBA Isiah Thomas.
Agee y Gates viven en vecindarios afroestadounidenses pobres en Chicago. Gates reside en el proyecto Cabrini–Green y Agee en West Garfield Park. Ambos viajan todos los días 90 minutos hasta su nueva escuela y tienen que soportar entrenamientos largos y difíciles, además de aclimatarse a un ambiente social diferente del que provienen. Los dos luchan por mejorar sus capacidades para sobresalir en un mercado con mucha competencia, mientras sus familias celebran sus éxitos y se apoyan durante las dificultades económicas causadas por el cambio de escuela.

## Producción

### Financiamiento
El financiamiento para Hoop Dreams tuvo diversas fuentes, incluyendo el National Endowment for the Arts PBS y la cadena de Minnesota afiliada a PBS Twin Cities Public Television (KTCA). Kartemquin Films aparece en los créditos como la compañía productora junto a KTCA.

### Filmación
Originalmente los cineastas Peter Gilbert, Steve James y Frederick Marx planeaban realizar un cortometraje de 30 minutos, filmado en tres semanas, para PBS enfocándose en un cancha pública de baloncesto y los jóvenes que allí jugaban. En la cancha conocieron a Arthur Agee y le propusieron filmarlo, a lo cual él y su familia aceptaron. Los cineastas acompañaron a Agee a un campamento en la St Joseph High School, en donde el entrenador, Gene Pingatore, les comentó que había reclutado a un joven muy talentoso, William Gates, quien también aceptó ser parte del filme. Después del campamento, los cineastas decidieron realizar un largometraje en lugar un corto y cubrir los cuatro años de preparatoria de Agee y Gates.
Debido a la falta de fondos, el equipo solo filmó 5 días del verano previo a la entrada de los estudiantes a la preparatoria, 7 días del primer año y 10 días del segundo. Con esto, prepararon una cinta de demo con la cual obtuvieron financiamiento adicional: la Corporation for Public Broadcasting otorgó $70 000, KTCA otros $60 000 y la John D. and Catherine T. MacArthur Foundation (Fundación John D. y Catherine MacArthur) donó $250 000. Con estos fondos, el equipo filmó 40 días del tercer año de preparatoria, 100 días entre el verano siguiente y el final de la preparatoria.

## Recepción
El filme fue aclamado por la crítica. Gene Siskel y Roger Ebert le dieron «dos pulgares arriba» en su programa y ambos la consideraron la mejor película de 1994. Ebert, en la crítica en su programa de televisión, consideró a Hoop Dreams como «uno de los mejores filmes sobre vida estadounidense que he visto» y posteriormente lo listó como el mejor filme de la década. The New York Times la incluyó en su lista de las mejores 1000 películas de todos los tiempos. La película tiene una puntuación de 98% en Rotten Tomatoes con 47 críticas positivas y una sola negativa.
La película ganó varios premios, incluyendo el Premio del Público en la categoría de documental en el Festival de Cine de Sundance, el premio al mejor documental de LAFCA, el premio a mejor película de la Asociación de Críticos de Cine de Chicago, el Premio Peabody, el premio a mejor documental de la National Society of Film Critics, el Premio del Círculo de Críticos de Cine de Nueva York al mejor documental y el Premio del Sindicato de Directores en la categoría de documental.
Aunque fue nominada al Óscar al mejor montaje, Hoop Dreams no estuvo nominada en la categoría de documental largo. Esto causó revuelo, lo que llevó a que la Academia de Artes y Ciencias Cinematográficas revisara el proceso de nominación para esta categoría. De acuerdo con Roger Ebert, el comité de selección tenía un método en el cual cada uno de los miembros llevaba una linterna eléctrica y cuando no le gustaba un documental la encendía y apuntaba a la pantalla; cuando la mayoría de las linternas estaban encendidas, se detenía la proyección. Hoop Dreams duró poco más de 15 minutos.
Hoop Dreams ocupó el primer puesto en la lista de los mejores 25 documentales publicada en 2007 por la International Documentary Association. En 2005, fue elegida para ser preservada en el National Film Registry.

## Vida posterior
Aunque ninguno de los dos fue elegido para jugar en la NBA, Agee y Gates jugaron baloncesto en universidades de División I de la NCAA. Agee estuvo dos años en el Mineral Area College y posteriormente transfirió a la  Arkansas State University (Universidad Estatal de Arkansas), pero no terminó sus estudios. Sin embargo, fundó una fundación para ayudar a jóvenes y creó una línea de prendas deportivas bajo el nombre de Hoop Dreams. Gates se graduó de comunicaciones de la Universidad Marquette y se convirtió en pastor evangélico del Centro Comunitario Living Faith en Cabrini–Green.
Tanto Agee como Gates han perdido miembros de su familia de manera violenta después del lanzamiento de la película. El hermano mayor de Gates, Curtis, murió en septiembre de 2001 después de ser baleado en Chicago Lawn y el padre de Agee fue asesinado en 2004.